# Welcome Home (Sanitarium)
"Welcome Home (Sanitarium)" é o quarto single do álbum Master of Puppets de 1986, da banda Metallica.
As letras retratam ser preso em uma insanidade ou talvez, preso em um asilo para doentes mentais. Ela começa lentamente com harmônicos, o que eventualmente leva ao riff principal seguido pela por um solo de guitarra, baixo e bateria. A progressão do vocal vai se tornando mais rígida conforme o peso das letras, (em comparação com os vocais mais limpos da canção) acompanhadas de guitarras com distorção. A canção termina com múltiplos solos de guitarra, dois pesados e rápidos solos de bateria de Lars Ulrich, e algumas letras que indicam a revolta num sanatório.

## Integrantes
- James Hetfield - guitarra rítmica, vocais
- Kirk Hammett - guitarra solo
- Lars Ulrich - bateria
- Cliff Burton - contrabaixo

## Covers
- Apocalyptica (Do álbum Plays Metallica by Four Cellos)
- Bullet for My Valentine (Como faixa bônus da re-edição The Poison)
- Corey Taylor (Slipknot/Stone Sour) ao vivo
- John Marshall, Mikkey Dee, Tony Levin, e Whitfield Crane em Metallica Assault: A Tribute to Metallica.
- Limp Bizkit (Para o Metallica Tribute Concert e o MTV Metallica Icon exibido em 2003 e no "Summer Sanatorium Tour" também em 2003)
- Dream Theater (Para o bootleg "Master of Puppets" o álbum foi tocado completamente ao vivo)
- Bullet for My Valentine (Para o Kerrang "Master of Puppets: Remastered")
- Razed in Black
- Thunderstone
- Machine Head
- Primus
- Anthrax
- Trivium com o Master of Puppets regravado.